# سعد الغامدي
سعد بن سعيد الغامدي (7 أغسطس 1967 / 1 جمادى الأولى 1387 هـ -)، هو إمام وقارئ القرآن من المنطقة الشرقية في السعودية.

## دراسته
درس في مدينة الدمام جميع المراحل الدراسية، وشارك في المراكز الصيفية وحلقات تحفيظ القرآن الكريم والمكتبات، والتي كانت بدورها تُعنى بتنمية مهارات الشباب خصوصًا الإقراء والإنشاد. بدأ الإنشاد في المرحلة الثانوية عام 1405 هـ، وسجّل أشرطة أناشيد: الدمام الأول والثاني، ومن أشهر أناشيده «ملكنا هذه الدنيا قرونا» و«غرباء»، لكنه ترك الإنشاد في بدايات المرحلة الجامعية عام 1407 وتفرّغ لحفظ القرآن.
تخرّج في كلية الشريعة بجامعة الإمام محمد بن سعود الإسلامية في الأحساء تخصص أصول الدين عام 1410 هـ، وفي نفس العام أتمّ حفظ القرآن كاملاً.

## القرآن والإمامة
تأثر بتلاوة الشيخ مروان بن عبد الرحمن القادري إمام وخطيب جامع الشيخ علي المجدوعي في حي البادية في مدينة الدمام،
وفي عام 1411 هـ أمّ الناس في صلاة التراويح وقد كانت بداية انطلاقه في عالم التلاوة، وخرج له أول إصدار يضم سورتي الأحزاب والزمر. حصل الشيخ على إجازة الإسناد برواية حفص عن عاصم في عام 1417 هـ.
هو إمام جامع كانو بصورة عامة وقد أمّ في مساجد مختلفة في دول الخليج العربي والعالم أيضًا كالنمسا وأمريكا وبريطانيا. وكما صلى إمامًا في البحرين ودُعي للصلاة في المسجد الكبير بالكويت ولكن حالت الظروف. دون ذلك وفي عام 1430 هـ صدر مرسوم ملكي بتعيينه إمامًا مشاركًا في صلاة التراويح في المسجد النبوي.

## عمله
- عمل في حقل التدريس من عام 1411 هـ إلى عام 1415 هـ.
- عمل مشرفًا تربويًا لمادة التربية الإسلامية في عام 1416 هـ.
- يعمل حاليًا مشرف عام مدارس محمد الفاتح الأهلية بالدمام.
- المشرف العام على مركز الإمام الشاطبي للقرآن الكريم بالدمام.
- المشرف العام على مركز منار الهدى للدورات الشرعية والتربوية.
- إمام وخطيب جامع يوسف بن أحمد كانو بالدمام.
- عضو اللجنة الاجتماعية بالدمام التابعة للشؤون الاجتماعية.
- إمام مشارك في إمامة التراويح في المسجد النبوي عام 1430 هـ.

## إصداراته
- المصحف المرتل للقرآن الكريم صدر في عام 1417 هـ.
- نظم هداية المرتاب في متشابه الكتاب للإمام علم الدين السخاوي.
- نظم ألفية العراقي للحافظ العراقي.
- رسالة (إلى أهل القرآن).
- الأذكار.
- الرقية الشرعية.
- متن الجزرية ومتن تحفة الأطفال.

## وصلات خارجية
- قناته الرسمية على اليوتيوب.
- موقعه الرسمي.
- حسابه الرسمي على موقع تويتر.
- مصحف الشيخ عبر موقع نداء الإسلام.
- مصحف الشيخ من إذاعة طريق الإسلام.
- مصحف الشيخ عبر موقع سورة.